# Чвірук Володимир Петрович
Володимир Петрович Чвірук (10 вересня 1935—2008) — вчений-електрохімік, професор, доктор технічних наук, заслужений діяч науки і техніки України, лауреат Державної премії України, завідувач кафедри технології електрохімічних виробництв Київського політехнічного інституту, член Міжнародного електрохімічного товариства, академік Академії інженерних наук України та Нью-Йоркської академії наук.

## Біографія
Народився 10 вересня 1935 року. Після закінчення у 1958 році Київського політехнічного інституту працював у Київській філії науково-дослідного інституту хлорної промисловості, звідки у 1986 році з посади завідувача головного науково-дослідного відділу перейшов на посаду завідувача кафедри ТЕХВ Київського політехнічного інституту де і працював до смерті у 2008 році.

## Наукова діяльність
Під науковим керівництвом Володимира Чвірука і за його безпосередньою участю створено та впроваджено у промисловість:
- виробництво особливо чистих і надчистих лугів для напівпровідникової та надпровідникової техніки (1965—1976);
- технологію виробництва та тонкої очистки лугів потужністю близько 1 мільйона тонн на рік (1970—1985), яка ввійшла у світову практику як типове технологічне рішення;
- проведено переозброєння хлорної промисловості із заміною витратних графітових на енергозберігаючі оксидні рутенієво-титанові аноди (1976—1986).

Висунута та розв'язана ним проблема створення каталітично активної насадки для хлорних електролізерів (1975—1986) дозволила не тільки відмовитись від імпорту, але й експортувати з України насадку «Гратон» у промислово розвинуті країни як патентно чисту продукцію.
Результатом започаткованого і розвинутого ним у НТУУ «КПІ» нового наукового напрямку — електрохімія твердотільних систем з протонними та матричними електролітами та каркасними каталітично активними газодифузійними електродами — стало створення уніфікованої серії газових сенсорів нового покоління для моніторингу повітряного середовища (1986—2005). Ці сенсори за технічними показниками перевищують найкращі зразки провідних зарубіжних фірм. На їх основі створено і впроваджено в різні галузі промисловості та комунальне господарство портативні та стаціонарні газоаналізатори і багатоканальні газоаналітичні системи, в тому числі із сенсорними блоками для дистанційної діагностики, що не мають аналогів у світі.
Науковий доробок Володимира Чвірука становить 300 наукових праць, у тому числі 98 авторських свідоцтв і патентів на винаходи. У 1983 i 1987 роках його розробки удостоєно золотих медалей ВДНГ СРСР. Нагороджений знаками «Отличник химической промышленности СССР» (1978), «Відмінник освіти України» (1998), трьома медалями.

## Пам'ять

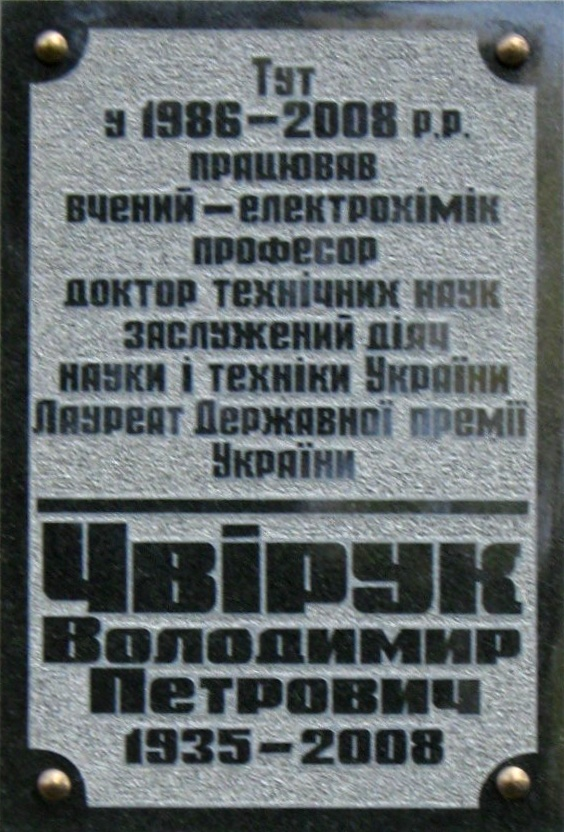
меморіальна дошка

На стіні хіміко-технологічного факультету КПІ встановлена гранітна меморіальна дошка на честь професора Володимира Чвірука.